# Trzciniak głośny
Trzciniak głośny (Acrocephalus stentoreus) – gatunek średniej wielkości ptaka z rodziny trzciniaków (Acrocephalidae). Występuje od Egiptu i wybrzeży Morza Czerwonego, poprzez Bliski Wschód, Azję Środkową, subkontynent indyjski, po południowe Chiny i Azję Południowo-Wschodnią. Niezagrożony wyginięciem.

## Taksonomia
Gatunek opisali po raz pierwszy Wilhelm Hemprich i Christian Gottfried Ehrenberg w roku 1833 pod nazwą Curruca stentorea. Holotyp pochodził z Damietty (prowincja Egiptu). Bazując na badaniach mitochondrialnego DNA i morfologii ustalono, że trzciniak głośny tworzy monofiletyczny klad wraz z trzciniakiem zwyczajnym (A. arundinaceus), trzciniakiem wschodnim (A. orientalis), trzciniakiem australijskim (A. australis) oraz trzciniakiem białoskrzydłym (A. vaughani). Prawdopodobnie do kladu należą inni pacyficzni przedstawiciele Acrocephalus, jednakże brak dokładnych danych na ten temat. Na terenie Kazachstanu odnotowano hybrydyzację z trzciniakiem zwyczajnym.

## Morfologia
Długość ciała wynosi 18–20 cm, masa 23–24 g. Upierzeniem przypomina trzciniaka zwyczajnego – z wierzchu w ciepłym odcieniu brązu, miejscami czerwonawy, zwłaszcza na kuprze i pokrywach nadogonowych. Brew i okolice oczu białawe. Gardło, pierś i środek brzucha białawe, pozostała część spodu ciała płowa. Trzciniaka głośnego cechuje jednak bardziej rudawy odcień spodu ciała. Górna część dzioba ciemnobrązowa, dolna zaś jasna z czarną plamką u nasady. Nogi i stopy zielonkawoołowiane.
Dla podgatunku nominatywnego formuła skrzydłowa różna; 2. lotka II rzędu mieści się w długości między 5. a 7., najdłuższe są lotki 7., 3. i 4., posiadają również równą długość. Na 3. i 4. występuje emarginacja. Dziób mierzy 23–27 mm (♂ 25–27, ♀ 23–25), natomiast skrzydło 75–85 mm (♂ 80–85, ♀ 75–77).

## Zasięg występowania i podgatunki
Międzynarodowy Komitet Ornitologiczny (IOC) wyróżnia następujące podgatunki:
- A. s. stentoreus (Hemprich & Ehrenberg, 1833) – trzciniak głośny[3] – Egipt
- A. s. levantinus Roselaar, 1994 – Izrael, Jordania, Syria i północno-zachodni Półwysep Arabski
- A. s. brunnescens (Jerdon, 1839) – trzciniak indyjski[3] – okolice Morza Czerwonego po Kazachstan i północne Indie
- A. s. amyae Baker, ECS, 1922 – północno-wschodnie Indie, Mjanma, Tajlandia i południowe Chiny
- A. s. meridionalis (Legge, 1875) – południowe Indie i Sri Lanka
- A. s. siebersi Salomonsen, 1928 – zachodnia Jawa
- A. s. harterti Salomonsen, 1928 – Filipiny
- A. s. celebensis Heinroth, 1903 – trzciniak celebeski[3] – południowy Celebes
- A. s. lentecaptus Hartert, 1924 – Borneo, centralna i wschodnia Jawa, zachodnie Małe Wyspy Sundajskie

Takson sumbae wyróżniany dawniej jako podgatunek trzciniaka głośnego, jest obecnie uznawany za podgatunek trzciniaka australijskiego (A. australis). Inne ujęcie systematyczne, stosowane np. przez IUCN, za podgatunki trzciniaka australijskiego uznaje także taksony z Indonezji i Filipin, czyli siebersi, harterti, celebensis i lentecaptus.
Gatunek wędrowny, lecz nie w całej populacji. Osobniki zamieszkujące Turkmenistan, Uzbekistan, Tadżykistan, Afganistan i Kazachstan przebywają na terenie tylko w okresie lęgowym; zimują w Indiach. Osobniki z północnych Indii są osiadłe. Przebywa na ciernistych drzewach, trzcinach (w tym trzcinie papirusowej) oraz krzewach. Zasiedla obszary podmokłe, brzegi strumieni i rzek, namorzyny, jeziora i okolice kanałów nawadniających.

## Lęgi

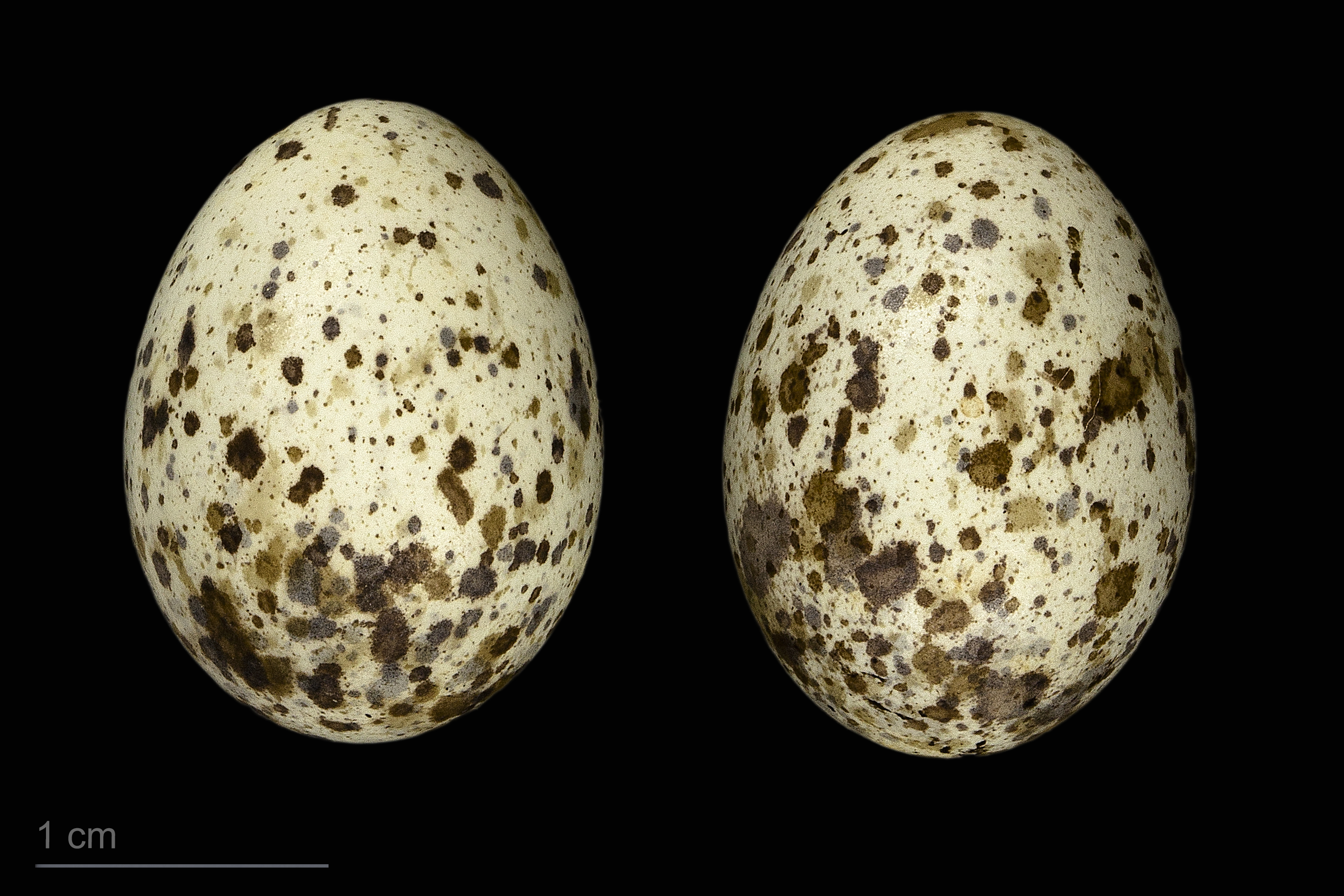
Jaja z kolekcji muzealnej

Okres lęgowy w Nepalu trwa od kwietnia do lipca, w Indiach w maju i czerwcu. Z Pakistanu pochodzi notka o gnieździe odnalezionym w sierpniu, zaś na Cejlonie lęgi odbywają się w czerwcu i lipcu. 
Gniazdo stanowi bardzo głęboki kubeczek z trzciny z dodatkiem liści i korzeni. Jedno z zebranych gniazd miało średnicę około 8 cm i głębokość 15 cm. W lęgu 3–5 jaj. Są białe, jednak pokryte ciemnymi wzorami; wymiary wynoszą około 2,03–2,46 × 1,47–1,6 cm. Jedynie samica bierze udział w inkubacji. Młode pozostają w gnieździe 11–13 dni od wyklucia.

## Status
Przez IUCN trzciniak głośny klasyfikowany jest jako gatunek najmniejszej troski (LC, Least Concern). Całkowita liczebność populacji nie jest znana, ale ptak ten opisywany jest jako pospolity do bardzo licznego w większości swego zasięgu występowania. W połączeniu z brakiem istotnych zagrożeń nie budzi to obaw co do wymarcia. Należy jednak pamiętać, że IUCN stosuje inne ujęcie systematyczne, o czym wspomniano w sekcji „Zasięg występowania i podgatunki”.
Trzciniak głośny spotykany jest m.in. w Parku Narodowym Bandhavgarh, w trakcie wędrówek w Parku Narodowym Van Vihar, Parku Narodowym Gir i Parku Narodowym Dibru-Saikhowa (Indie).